# Inga Edwards
Inga Edwards, född Bothorp den 7 september 1937 i Oscars församling, Stockholm, död 1 juni 2020 i Skarpnäcks distrikt, Stockholm, var en svensk skådespelare. I äktenskapet 1961–1983 med Folke Edwards blev hon mor till Susanna och Andrea Edwards.

## Biografi
Edwards, som hade sin första filmroll 1959, var en av dem som i slutet av 1960-talet i Lund startade den teatergrupp som sedermera utvecklade sig till Nationalteatern. Efter att verksamheten flyttats till Göteborg medverkade hon på musikalbumet Ta det som ett löfte... (1972). Hon var senare verksam på Göteborgs stadsteater, där hon 1978 var med om att grunda Angereds teater tillsammans med bland andra Sven Wollter.

## Filmografi
- Raggare! (1959)
- Fotot som fick liv (1960)
- Gyllene år (1975)
- Tryggare kan ingen vara ... (1984)
- Svidande affärer (1991)
- Harry & Sonja (1996)
- Wallander – Fotografen (2006)

## Teater

### Roller (ej komplett)
| År   | Roll | Produktion                | Regi            | Teater                |
| ---- | ---- | ------------------------- | --------------- | --------------------- |
| 1962 |      | Kattorna Walentin Chorell | Staffan Aspelin | Göteborgs stadsteater |